# Laouto

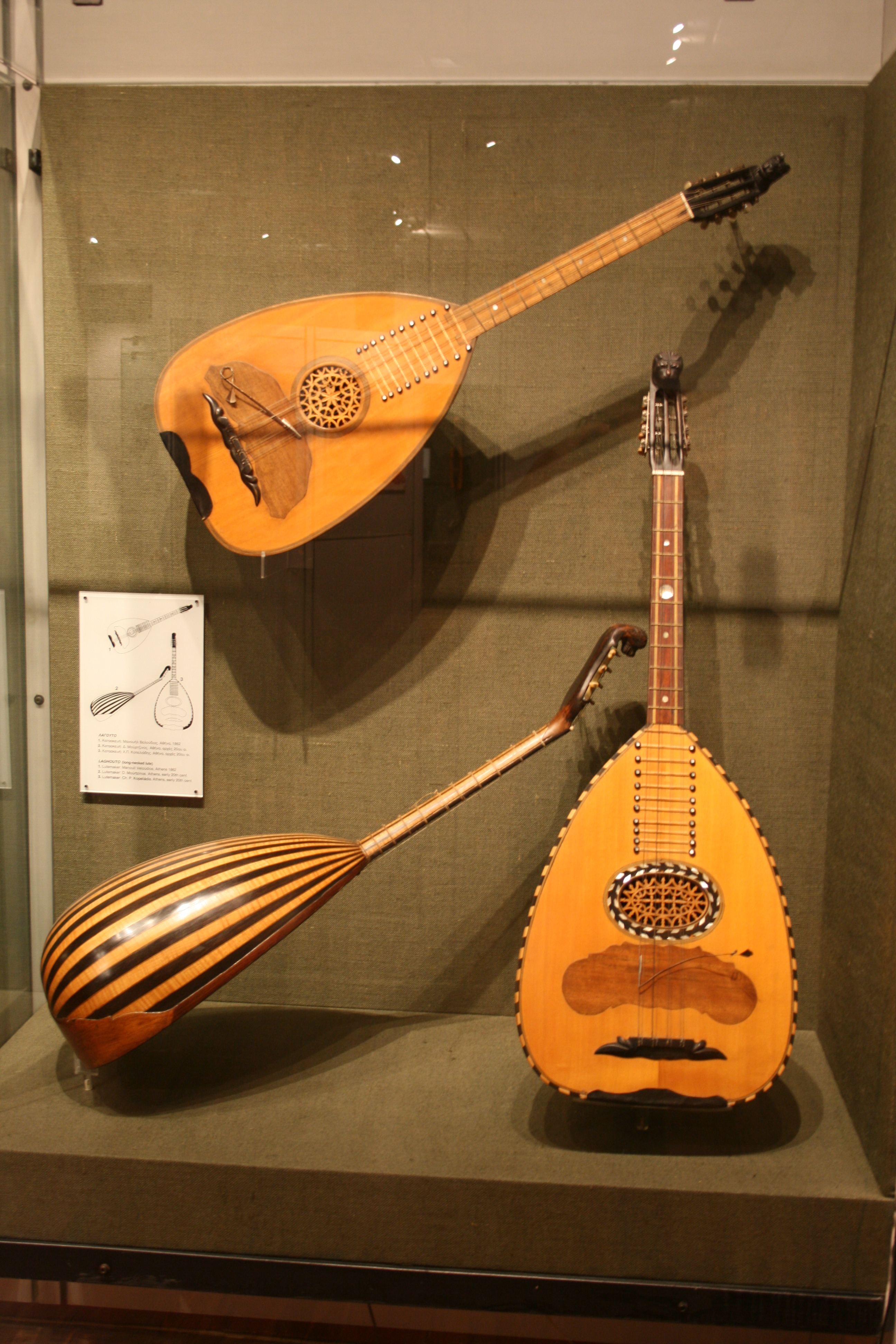
Diferentes tipos de laouto pertenecientes a los siglos y

El laouto (Griego: λαούτο) es un instrumento musical de cuerda pulsada originario de Grecia que pertenece a la familia del laúd. Posee un largo mástil y su apariencia es similar a la del laúd árabe. Se toca mediante un plectro o púa. 
Para su construcción se utilizan tradicionalmente maderas nobles de ébano, arce, palisandro o nogal. Dispone de cuatro pares de cuerdas que antiguamente eran de tripa y más modernamente se fabrican de nailon o acero. La boca suele estar decorada por una roseta.
La longitud total del instrumento es de unos 99 cm, de los cuales 48 corresponden a la caja, 34 al mástil y 17 al clavijero.